# Adis Obad
Adis Obad (* 12. Mai 1971) ist ein ehemaliger Fußballspieler aus Bosnien und Herzegowina und jetzt Trainer.
Bis 1999 spielte er beim FK Velež Mostar. Von 1999 bis 2003 spielte er 108 Mal in der 2. Bundesliga für Rot-Weiß Oberhausen und traf dabei 23 Mal.
Danach wechselte er wieder zum FK Velež Mostar, wo er auch seine Karriere als Spieler beendete und seit dem 1. Juli 2010 als Co-Trainer fungierte. Aktuell ist Adis Obad Trainer bei FK Lokomotiva Mostar.